# David Canabarro (Río Grande del Sur)
David Canabarro es un municipio brasileño del estado de Río Grande del Sur.

## Geografía
Se localiza a una latitud 28º23'15" sur y a una longitud 51º50'53" oeste, estando a una altitud de 682 metros. 
Posee un área de 174,84 km² y su población estimada en 2004 era de 4.777 habitantes. 